# Trnavci (Bośnia i Hercegowina)
Trnavci (cyr. Трнавци) – wieś w Bośni i Hercegowinie, w Republice Serbskiej, w gminie Rudo. W 2013 roku liczyła 13 mieszkańców.